# (17152) 1999 JA118
A (17152) 1999 JA118 a Naprendszer kisbolygóövében található aszteroida. A LINEAR projekt keretében fedezték fel 1999. május 13-án.